# Dactylophorella
Dactylophorella là một chi rêu trong họ Lejeuneaceae.